# 안보겸
안보겸(1990년 3월 26일~)은 채널A 소속의 기자이자, 창원 LG 세이커스 소속 농구선수 한상혁의 부인이다.

## 학력
- 정화여자고등학교
- 동국대학교 교육학과